# Nijînske, Nîjnohirskîi
Nijînske (în ucraineană Ніжинське) este un sat în comuna Zorkine din raionul Nîjnohirskîi, Republica Autonomă Crimeea, Ucraina.

## Demografie
Componența lingvistică a localității Nijînske
     Tătară crimeeană (50,79%)
     Rusă (38,22%)
     Ucraineană (8,38%)
Conform recensământului din 2001, majoritatea populației localității Nijînske era vorbitoare de tătară crimeeană (50,79%), existând în minoritate și vorbitori de rusă (38,22%) și ucraineană (8,38%).